# Liste des titres musicaux numéro un aux États-Unis en 1972
Voici la liste les titres musicaux ayant eu le plus de succès au cours de l'année 1972 aux États-Unis d'après le magazine Billboard.

## Historique
| Date         | Artiste(s)         | Titre                               | Référence |
| ------------ | ------------------ | ----------------------------------- | --------- |
| 1er janvier  | Melanie Safka      | Brand New Key                       |           |
| 8 janvier    | Melanie Safka      | Brand New Key                       |           |
| 15 janvier   | Don McLean         | American Pie                        |           |
| 22 janvier   | Don McLean         | American Pie                        |           |
| 29 janvier   | Don McLean         | American Pie                        |           |
| 5 février    | Don McLean         | American Pie                        |           |
| 12 février   | Al Green           | Let's Stay Together                 |           |
| 19 février   | Harry Nilsson      | Without You                         |           |
| 26 février   | Harry Nilsson      | Without You                         |           |
| 4 mars       | Harry Nilsson      | Without You                         |           |
| 11 mars      | Harry Nilsson      | Without You                         |           |
| 18 mars      | Neil Young         | Heart of Gold                       |           |
| 25 mars      | America            | a Horse with No Name                |           |
| 1er avril    | America            | a Horse with No Name                |           |
| 8 avril      | America            | a Horse with No Name                |           |
| 15 avril     | Roberta Flack      | The First Time Ever I Saw Your Face |           |
| 22 avril     | Roberta Flack      | The First Time Ever I Saw Your Face |           |
| 29 avril     | Roberta Flack      | The First Time Ever I Saw Your Face |           |
| 6 mai        | Roberta Flack      | The First Time Ever I Saw Your Face |           |
| 13 mai       | Roberta Flack      | The First Time Ever I Saw Your Face |           |
| 20 mai       | Roberta Flack      | The First Time Ever I Saw Your Face |           |
| 27 mai       | The Chi-Lites      | Oh Girl                             |           |
| 3 juin       | The Staple Singers | I'll Take You There                 |           |
| 10 juin      | Sammy Davis Jr.    | The Candy Man                       |           |
| 17 juin      | Sammy Davis Jr.    | The Candy Man                       |           |
| 24 juin      | Sammy Davis Jr.    | The Candy Man                       |           |
| 1er juillet  | Neil Diamond       | Song Sung Blue                      |           |
| 8 juillet    | Bill Withers       | Lean on Me                          |           |
| 15 juillet   | Bill Withers       | Lean on Me                          |           |
| 22 juillet   | Bill Withers       | Lean on Me                          |           |
| 29 juillet   | Gilbert O'Sullivan | Alone Again (Naturally)             |           |
| 5 août       | Gilbert O'Sullivan | Alone Again (Naturally)             |           |
| 12 août      | Gilbert O'Sullivan | Alone Again (Naturally)             |           |
| 19 août      | Gilbert O'Sullivan | Alone Again (Naturally)             |           |
| 26 août      | Looking Glass      | Brand (You're a Fine Girl)          |           |
| 2 septembre  | Gilbert O'Sullivan | Alone Again (Naturally)             |           |
| 9 septembre  | Gilbert O'Sullivan | Alone Again (Naturally)             |           |
| 16 septembre | Three Dog Night    | Black and White                     |           |
| 23 septembre | Mac Davis          | Baby, Don't Get Hooked on Me        |           |
| 30 septembre | Mac Davis          | Baby, Don't Get Hooked on Me        |           |
| 7 octobre    | Mac Davis          | Baby, Don't Get Hooked on Me        |           |
| 14 octobre   | Michael Jackson    | Ben                                 |           |
| 21 octobre   | Chuck Berry        | My Ding-a-Ling                      |           |
| 28 octobre   | Chuck Berry        | My Ding-a-Ling                      |           |
| 4 novembre   | Johnny Nash        | I Can See Clearly Now               |           |
| 11 novembre  | Johnny Nash        | I Can See Clearly Now               |           |
| 18 novembre  | Johnny Nash        | I Can See Clearly Now               |           |
| 25 novembre  | Johnny Nash        | I Can See Clearly Now               |           |
| 2 décembre   | The Temptations    | Papa Was a Rollin' Stone            |           |
| 9 décembre   | Helen Reddy        | I Am Woman                          |           |
| 16 décembre  | Billy Paul         | Me and Mrs. Jones                   |           |
| 23 décembre  | Billy Paul         | Me and Mrs. Jones                   |           |
| 30 décembre  | Billy Paul         | Me and Mrs. Jones                   |           |